# Parmelina endoleuca
Parmelina endoleuca är en lavart som först beskrevs av Taylor, och fick sitt nu gällande namn av Hale. Parmelina endoleuca ingår i släktet Parmelina och familjen Parmeliaceae.   Inga underarter finns listade i Catalogue of Life.